# Eurovan
A Eurovan faz parte da família de minivans das marcas Citroën, Peugeot, FIAT e Lancia que foram produzidos na fábrica Sevel Nord de propriedade conjunta na França. O termo Eurovan não foi usado pelas próprias marcas na literatura de vendas, mas sim pela imprensa automotiva para se referir às vans coletivamente. Foi lançado em março de 1994, e a produção cessou em novembro de 2010 para os modelos Fiat e Lancia, e em junho de 2014 para os irmãos Citroën e Peugeot.
Os Eurovans diferem pouco técnica e visualmente, sendo um excelente exemplo de engenharia de emblemas. Eles compartilham a mecânica e a estrutura da carroceria com as vans comerciais leves Sevel Nord, Citroën Jumpy, Fiat Scudo e Peugeot Expert.
As Eurovans de primeira geração foram comercializados como Citroën Evasion, Fiat Ulysse, Lancia Zeta e Peugeot 806. Os modelos de segunda geração foram todos renomeados, exceto o Fiat Ulysse, com as placas agora Citroën C8, Lancia Phedra e Peugeot 807. 